# Andrea da Cantiano
Andrea da Cantiano, detto anche Andrea da Canziano (Cantiano, ... – Milano, 26 febbraio 906), fu arcivescovo di Milano dall'899 al 906.

## Biografia
Eletto Arcivescovo di Milano il 30 novembre 899, giorno della festività del santo apostolo suo omonimo, Andrea da Cantiano ricevette anche il titolo di messo imperiale a Milano. Egli godeva i favori della corte imperiale dal momento che infatti proveniva da una famiglia aristocratica già nota nell'ambiente ecclesiastico di Milano (due suoi nipoti furono chierici della Cattedrale e una sua nipote fu monaca al Monastero di San Salvatore in Xenodochio). Dal suo testamento del 903 si apprende inoltre che era figlio di un certo Andrea di Cantiano (detto Cancianum), nobile professatosi di legge longobarda, originario dell'omonimo castello imperiale appenninico, nel territorio di Luceoli, che era stato il fondatore del monastero di San Salvatore in Xenodochio.
Interessatosi di politica, dapprima sostenne Berengario I e poi Ludovico III. Dal primo infatti, il giorno 11 marzo 900, ottenne Pavia, con un diploma imperiale in favore della nipote Roxinda, Badessa del monastero di Santa Maria Teodote, sempre in Pavia.
Andrea da Cantiano morì a Milano il 26 febbraio 906 ed è da sempre menzionato nella cronotassi dei Vescovi della Diocesi ambrosiana.